# Strutsar
Strutsar (Struthionidae) är en familj med stora flygoförmögna fåglar. Familjen omfattar enbart släktet Struthio med de två arterna vanlig struts och somaliastruts. släktet omfattar även ett större antal utdöda arter beskrivna utifrån fossil från holocen. Vanlig struts är den av de två idag levande arterna som har störst utbredningsområde och den är världens största fågel. Andra utdöda arter utgör bland de största fåglar som man känner har existerat.
Strutsar uppträder för första gången under miocen, men enstaka fossil från paleocen, eocen och oligocen kan också ingå i familjen. Strutsarna tillhör en grupp med andra flygoförmögna fåglar med oklara taxonomiska förhållanden som, kivier, emuer och nanduer. Förr placerades alla dessa grupper i ordningen strutsfåglar (Struthioniformes), men sentida genetiska studier indikerar att detta inte överensstämmer med arternas evolution varför strutsarna idag ensamma placeras i den ordningen.